# Две звезды (песня)
«Две звезды́ / Сто друзе́й» — 29-й сингл Аллы Пугачёвой. Был выпущен летом 1986 года в СССР фирмой «Мелодия» в серии «По вашим письмам». Заглавная композиция «Две звезды», исполненная Аллой Пугачёвой в дуэте с Владимиром Кузьминым стала одной из самых популярных песен в репертуаре обоих исполнителей во второй половине 1980-х годов. Она положила начало сотрудничеству этих двух исполнителей и ознаменовала новый этап (так называемый «молодёжный» период) творческой биографии певицы.
Релиз предварял выпуск восьмого студийного альбома певицы, вышедшего под названием «…Счастья в личной жизни!», составленного целиком из песен композитора Игоря Николаева (обе песни включены в альбом).

## О сингле

### «Две звезды»
По утверждению Кузьмина в беседе с Юлией Меньшовой в передаче «Наедине со всеми» (Первый канал, выпуск от 3 марта 2017 года), идея песни возникла в гостях у Игоря Николаева, когда последний проснулся после вечеринки, увидел, что у него остались на ночь Владимир Кузьмин и Алла Пугачёва, и произнёс фразу «О, две звезды».

## Выпуск
Сингл был выпущен летом 1986 года в преддверии выхода 8-го студийного альбома певицы «...Счастья в личной жизни!». В 1987 году альбом был выпущен в Финляндии под названием «Paromshik». Несмотря на изменённый порядок песен, количество их осталось таким же.

## Список композиций
Вся музыка написана Игорем Николаевым.
| №  | Название     | Текст песни | Длительность |
| -- | ------------ | ----------- | ------------ |
| 1. | «Сто друзей» | Павел Жагун | 3:35         |

| №  | Название                           | Текст песни    | Длительность |
| -- | ---------------------------------- | -------------- | ------------ |
| 2. | «Две звезды» (дуэт с В. Кузьминым) | Игорь Николаев | 3:57         |

## Участники записи

### Музыканты
- Основной вокал:

- Алла Пугачёва (1, 2)
- Владимир Кузьмин (2)

- Бэк-вокал — Инструментальный ансамбль «Рецитал», руководитель Руслан Горобец (1)
- Аккомпанемент — Инструментальный ансамбль «Рецитал», руководитель Руслан Горобец (1)

- соло электрогитары — Владимир Кузьмин (2)

### Технический персонал
- Звукорежиссёр — Александр Кальянов
- Редактор — Иван Йотко
- Художник — Юрий Балашов